# Martin-chasseur étincelant
Caridonax fulgidus
Genre
Espèce
Statut de conservation UICN

 LC  : Préoccupation mineure
Le Martin-chasseur étincelant (Caridonax fulgidus) est une espèce d'oiseau de la famille des Alcedinidae, l'unique représentante du genre Caridonax.
Cet oiseau est répandu à travers les petites îles de la Sonde.